# Joan Lluhí i Vallescà
Joan Lluhí i Vallescà (Barcelona, 12 d'octubre de 1897 - Mèxic, 21 d'agost de 1944) fou un advocat i polític català que va ser conseller de la Generalitat de Catalunya i ministre del govern espanyol.
Era fill de l'advocat i polític Joaquim Lluhí i Rissech, natural de Lloret de Mar, i de Trinitat Vallescà i Soca, de Barcelona. Joan Baptista Lluhí va néixer el 12 d'octubre de 1897 al carrer de la Magdalena de la ciutat de Barcelona, on va estudiar dret a la Universitat de Barcelona.
Fou home molt actiu, però de salut delicada.

## Política catalana
Amb el seu amic Joan Casanelles i Ibars fundà i dirigí el setmanari "L'Opinió" (febrer de 1928 - desembre de 1929), des d'on definí un republicanisme catalanista d'esquerres. Va ser un dels inspiradors del manifest d'Intel·ligència Republicana publicat al seu diari el maig de 1930, que acabarà constituint un dels nuclis polítics que formen Esquerra Republicana de Catalunya el 1931.
Participà en el primer govern de Francesc Macià a la Generalitat de Catalunya, on fou conseller de Foment i Obres Públiques en substitució de Joan Casanovas.
Va participar activament en la redacció del projecte d'Estatut d'Autonomia de 1932, i durant el govern estatutari de Macià ocupà el càrrec de Cap del Consell Executiu i Obres Públiques de manera breu i amb els governs Companys ocupà la Conselleria de Justícia.
Al llarg de la seva estada en ERC tingué diverses confrontacions amb els seus dirigents. Com a cap del Grup de L'Opinió, pugnà amb altres sectors per tal de prendre el control del partit; en especial, encapçalà l'oposició contra el sector independentista (Dencàs, JEREC), amb el qual era tan agressiu com les mateixes forces de l'oposició. Tot plegat el dugué a escindir-se d'ERC i fundar el Partit Nacionalista Republicà d'Esquerra (els lluhins, els panarres) l'octubre de 1933, si bé aquest es reintegrà a Esquerra Republicana de Catalunya el febrer de 1936.
Formà part del govern derogat pels fets del sis d'octubre de 1934. Com els seus companys de govern, fou condemnat a cadena perpètua i confinat al Penal de Santa Maria de Cadis amb Lluís Companys i Joan Comorera. Per motius de salut, el maig de 1935 fou confinat al seu domicili de Barcelona.
El febrer de 1936, arran la victòria del Front d'Esquerres, fou alliberat i reelegit diputat. Abandonà el Parlament de Catalunya el 20 de maig de 1936 per prendre possessió del càrrec de ministre a Madrid.

## Política espanyola
En política estatal participà en les eleccions generals de 1931, i hi va ser escollit diputat al Congrés dels Diputats. Causà baixa l'any 1933, però novament fou elegit diputat a Corts en les eleccions de 1936. Fou Ministre de Treball entre maig i juliol de 1936 en el govern de Santiago Casares Quiroga, càrrec que repetí en els govern de Diego Martínez Barrio, durant el qual també fou nomenat Ministre de Comunicacions i Marina (tot i que aquest govern durà tan sols tres hores i donà pas a la Guerra Civil espanyola) i de José Giral.

## Guerra, exili i mort
Durant la Guerra Civil fou cònsol de la república a Tolosa de Llenguadoc, on tingué un paper estratègic (tràfic d'armes per al front, etc.). Destituït pel govern Negrín el 1938, tornà a Barcelona.
El 1939 s'exilià; primer a França, i posteriorment a Mèxic. Mantingué una línia de fidelitat estricta a la legalitat republicana-autonòmica, en oposició al viratge independentista que impulsaven el Consell Nacional de Catalunya de Londres (Carles Pi i Sunyer, 1940) i nombrosos catalans de l'exili americà. Morí a Mèxic el 1944.
El Tribunal de Responsabilitats Polítiques de Barcelona el condemnà el 7 de desembre de 1939 a la confiscació de la totalitat dels seus béns. Tanmateix, el 1956 la sanció es reduí a una multa de 10.000 pessetes després d'un recurs de la seva filla, Rosa Lluhí Sterna, exiliada a Chicago.

## Significació històrica
En la biografia que li han dedicat recentment, Joan Lluhí i Vallescà: l'home que va portar la República (2017), Enric Ucelay-Da Cal i Arnau Gonzàlez i Vilalta ressalten el paper central que tingué en la política catalana i en l'espanyola durant els anys trenta, protagonisme que posteriorment havia restat a l'ombra. Segons aquesta biografia, Lluhí, jove brillant i desmesuradament ambiciós, amb múltiples càrrecs successius, fou un dels principals ideòlegs d'ERC, un dels màxims promotors de la implicació activa dels catalans en la política espanyola (i, paral·lelament, antiindependentista militant), així com "l'home de Catalunya a Madrid" en moments decisius (1931-1932, 1934, 1936). També fou qui, a través de La Publicitat, començà a crear la imatge pública de Manuel Azaña com a polític important i "amic de Catalunya" (1930). Tenia relació estreta amb Indalecio Prieto, cap del sector més dretà del PSOE i espanyolista notori.